# Берковський
Берко́вський (болг. Берковски) — село в Тирговиштській області Болгарії. Входить до складу общини Попово.

## Населення
За даними перепису населення 2011 року у селі проживали 82 особи.
Національний склад населення села:
| Національність   | Кількість осіб | Відсоток |
| ---------------- | -------------- | -------- |
| турки            | 54             | 65,9%    |
| болгари          | 24             | 29,3%    |
| цигани           | 0              | 0%       |
| інша             | 4              | 4,9%     |
| не визначились   | 0              | 0%       |
| Всього відповіли | 82             |          |

Розподіл населення за віком у 2011 році:
Динаміка населення: